# Attentats de 2021 à Aden
 (novembre 2021).
Les attentats de 2021 à Aden sont deux attentats à la voiture piégée survenus à Aden, au Yémen, en octobre 2021.

## Attentat du 10 octobre 2021
Le 10 octobre 2021, un attentat à la voiture piégée à Aden, au Yémen, a fait six morts et sept blessés. L'agence de presse d'État a déclaré que la bombe était une tentative d'assassinat terroriste qui visait le gouverneur d'Aden Ahmed Lamlas et le ministre de l'Agriculture Salem al-Suqatri,,.

## Attentat du 30 octobre 2021
Le 30 octobre 2021, un attentat à la voiture piégée près de l'aéroport international d'Aden a tué au moins 12 civils et en a blessé plusieurs autres,. Il a été décrit comme un attentat terroriste par le Premier ministre Maïn Abdelmalek Saïd.